# Codonmyces lecanorae
Codonmyces lecanorae är en svampart som beskrevs av Calat. & Etayo 1999. Codonmyces lecanorae ingår i släktet Codonmyces, divisionen sporsäcksvampar och riket svampar.   Inga underarter finns listade i Catalogue of Life.